# Jardí Botànic Històric
El Jardí Botànic Històric de Barcelona és un jardí botànic creat en la dècada de 1930 per Pius Font i Quer, i situat al sector de la Foixarda de la muntanya de Montjuïc, en dos clots creats per antigues pedreres. Enmig hi ha el Mas de l'antic Jardí Botànic. L'any 1986 fou tancat per problemes d'estabilitat de les parets i va ser reobert al públic l'octubre de 2003, quatre anys després de la inauguració del nou Jardí Botànic de Barcelona, també situat a Montjuïc.
El Jardí Botànic Històric està en un lloc enclotat, a l'obaga, amb temperatures fins a 4 graus inferiors a les de la part superior del sot. Això facilita el creixement d'espècies de tipus eurosiberià, habituals en climes més freds. Forma part del Museu de Ciències Naturals de Barcelona.

## Història

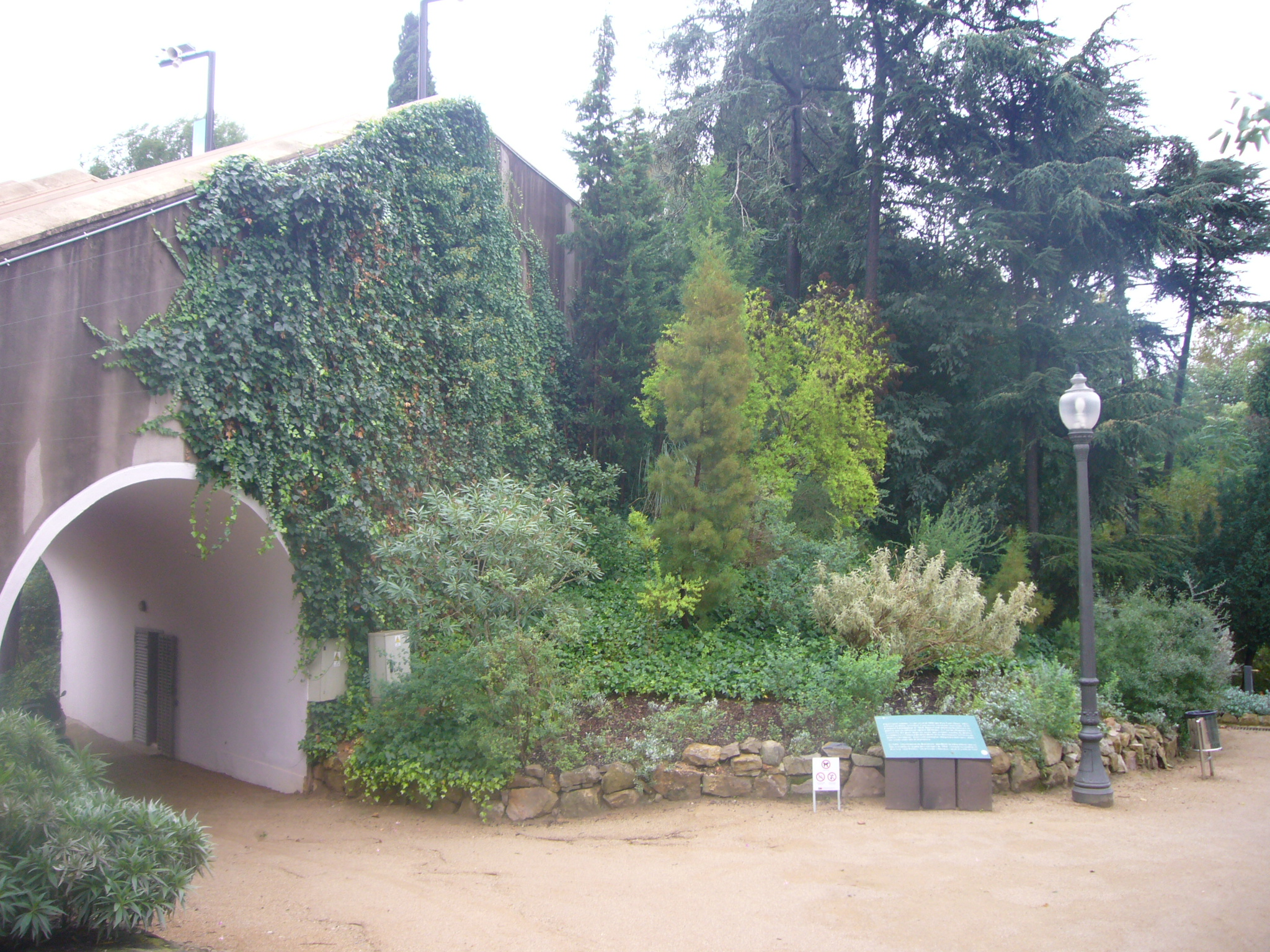
Vista de l'entrada al Jardí Botànic Històric, amb les escales mecàniques que hi passen per damunt

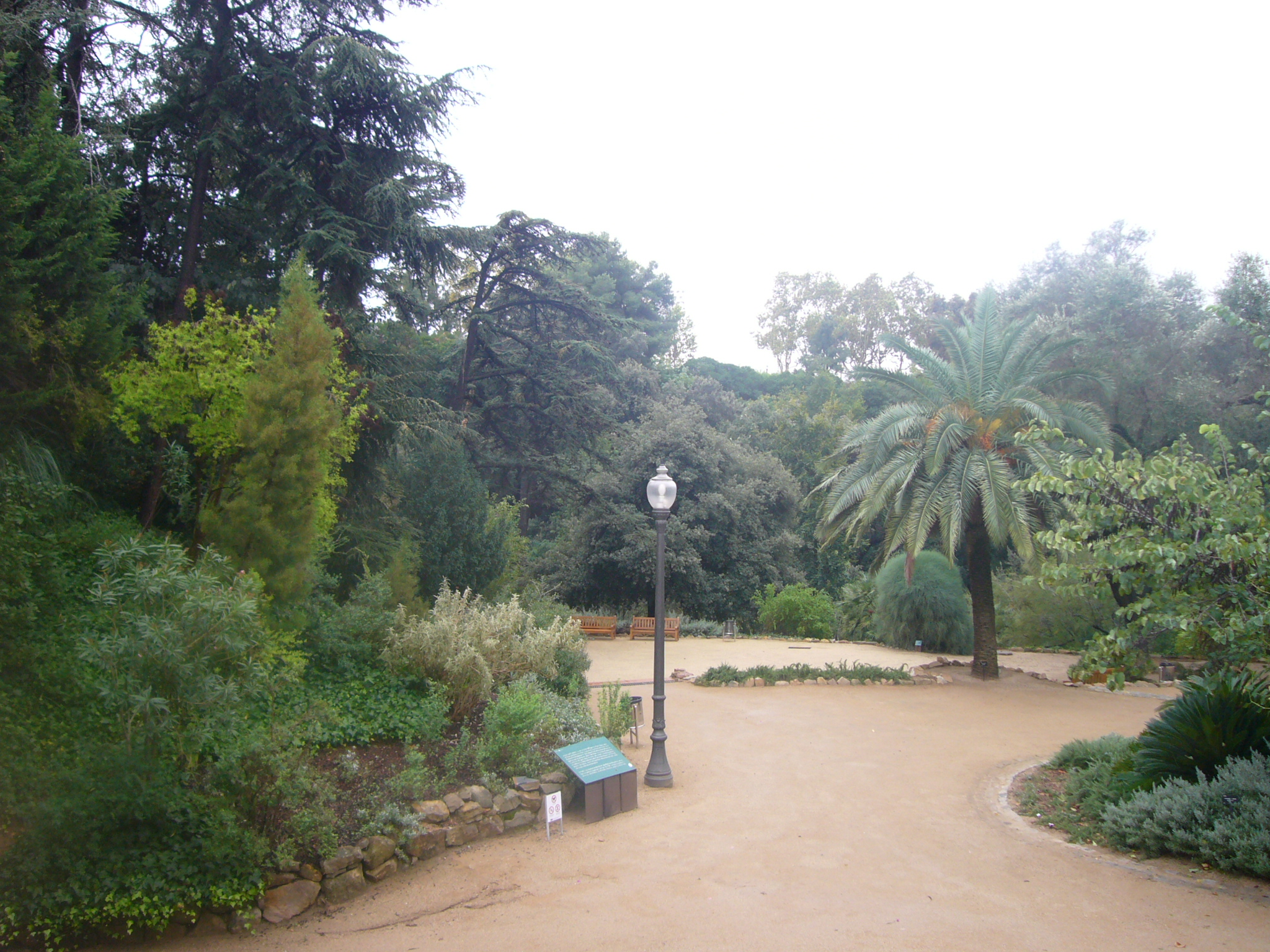
Vista del Jardí Botànic Històric

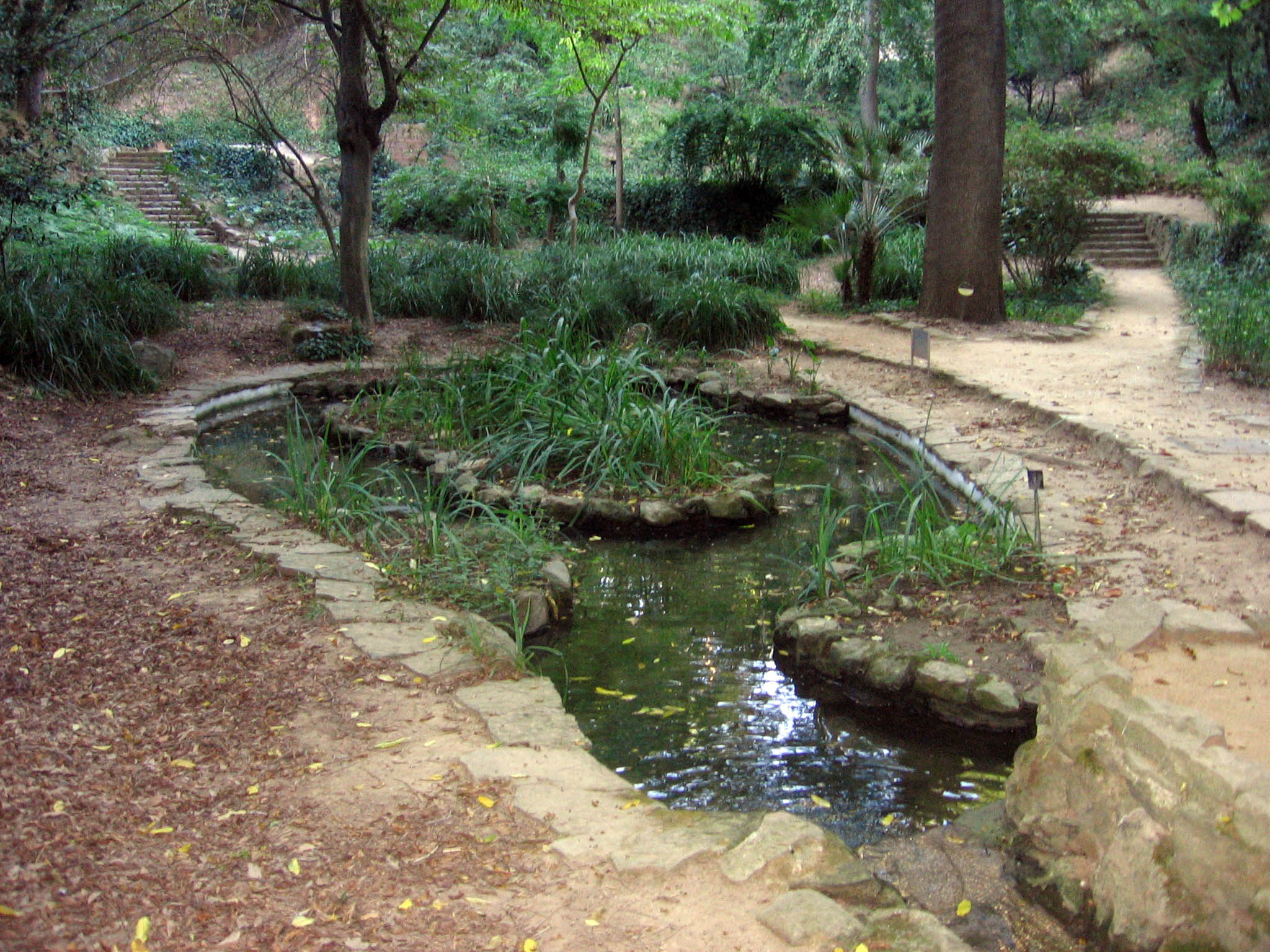
Vista de l'estany

El primer jardí botànic de Barcelona, datat a finals del segle xvi, estava situat a l'Estudi General dels caputxins a la plaça Reial. El primer amb vocació científica fou el jardí botànic de Sant Joan Despí, creat a finals del segle xvii per Jaume Salvador i Pedrol, membre de la nissaga Salvador, de reconeguts botànics catalans (del segle xvii al XIX). Les seves col·leccions estan exposades a l'Institut Botànic de Barcelona.
L'Exposició Internacional de 1929 va permetre integrar Montjuïc en la trama urbana de Barcelona, transformant la muntanya en un gran parc capaç d'acollir instal·lacions i equipaments culturals envoltats de jardins notables. Francesc Cambó va encarregar a Jean Claude Nicolas Forestier, arquitecte paisatgista procedent del servei de parcs i jardins de París, el disseny dels jardins que envoltaven l'Exposició. La influència de Forestier en la jardineria barcelonina va ser molt important, amb la introducció d'espècies noves i la formació, a través del seu deixeble Nicolau Rubió i Tudurí, d'una notable escola de jardineria i paisatgisme. Forestier va introduir a Barcelona espècies sud-americanes que encara perduren.
Coincidint amb l'Exposició, es va encarregar al botànic Pius Font i Quer la construcció d'un jardí botànic. L'any 1930, amb més voluntat que recursos econòmics, Font i Quer començà a reunir una important col·lecció de plantes endèmiques i rares obtingudes principalment a la península Ibèrica, a les Illes Balears i al Marroc.
El 1940, Antoni de Bolòs va fer-se càrrec de la direcció del Jardí i va incorporar-hi noves col·leccions de plantes de les Illes Balears i dels Pirineus. Aquell any s'hi va traslladar l'Institut Botànic de Barcelona que, gràcies a Font i Quer i a la Junta de Museus de Ciències Naturals, acollia ja llavors la millor biblioteca especialitzada en botànica de Catalunya i els principals herbaris.
El 17 de juliol de 1941, amb Miquel Mateu i Pla com a alcalde de Barcelona, es va inaugurar el Jardí Botànic Històric. Malgrat les dificultats, s'hi van cultivar plantes rares de la flora nord-africana i peninsular.
Amb motiu de la construcció d'accessos per als nous equipaments olímpics, l'any 1986, va quedar afectat i fou tancat pels problemes d'estabilitat de les parets. Aquest tancament va influir en la creació del nou Jardí Botànic de Barcelona, obert l'any 1999. El Jardí Botànic Històric va ser restaurat i consolidat, i el sector del Sot de l'Estany es va obrir una altra vegada al públic l'octubre de 2003. El manteniment integral està gestionat des de novembre de 2004 per la Mancomunitat de Municipis de l'Àrea Metropolitana de Barcelona.

## Col·leccions

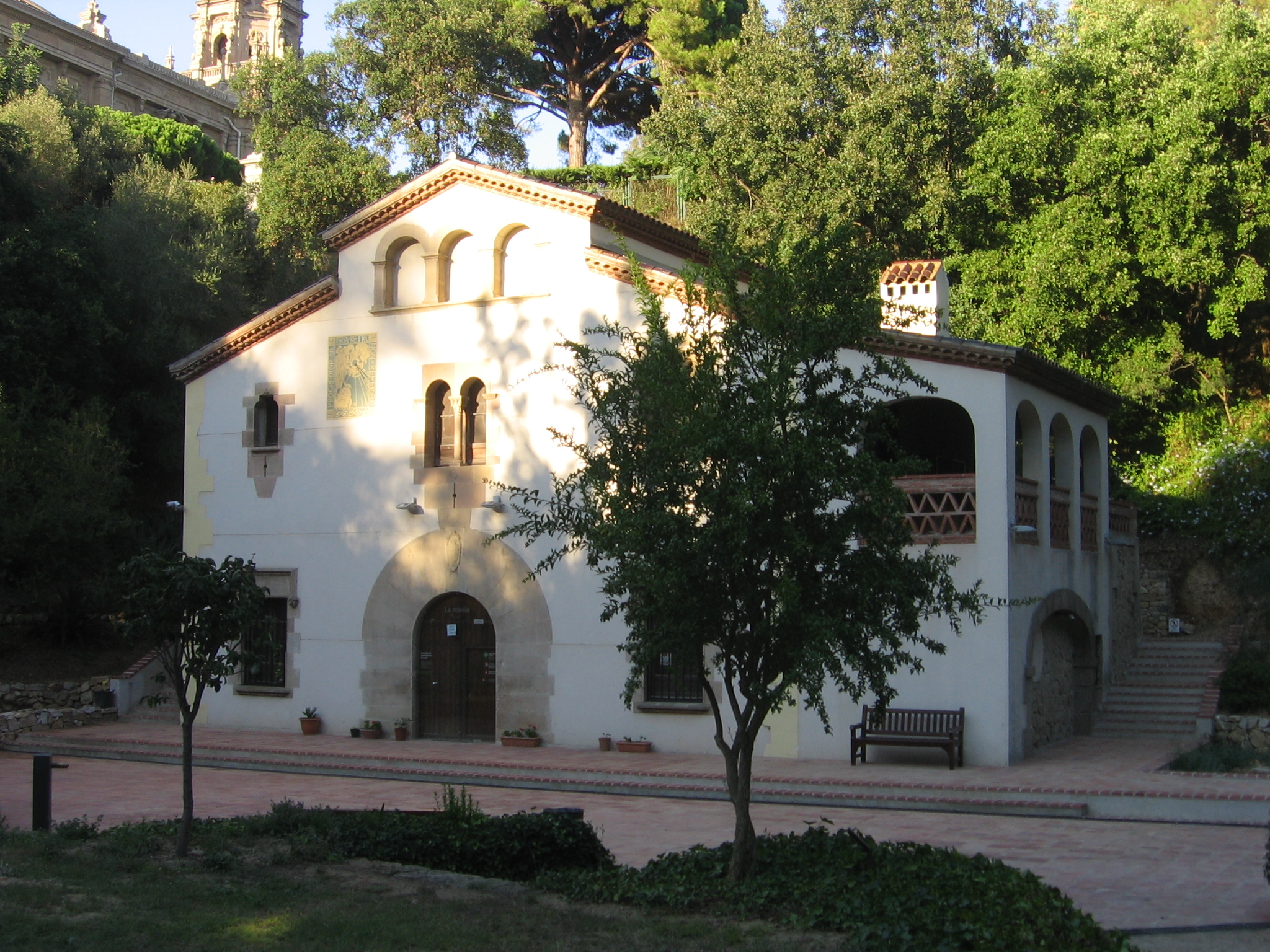
Masia del Jardí Botànic Històric

El Jardí Botànic Històric acull plantes procedents de tot el món i té els arbres més alts que es poden veure a Barcelona, com un freixe de fulla petita, un noguer del Caucas i un Camforer, entre d'altres.
El jardí ha estat implicat durant molts anys en tasques d'investigació i conservació, com per exemple en la recuperació de l'espècie lisimàquia menorquina (Lysimachia minoriscensis), planta que va desaparèixer del seu hàbitat natural de l'illa de Menorca, i que gràcies als exemplars del Jardí es va poder reintroduir una altra vegada al seu medi natural l'any 1954, quan Antoni de Bolòs va iniciar i publicar la primera replantació peninsular d'una espècie extinta.
Entre les seves col·leccions hi ha:
- Plantes de Catalunya
- Col·lecció de plantes de les Illes Balears
- Col·lecció de plantes dels Pirineus
- Plantes medicinals